# Марія Бетанія
Марія Бетанія Віана Телес Велозу (порт. Maria Bethânia Viana Teles Veloso; 18 червня 1946 року, Санту-Амару, Баїя) — бразильська співачка і авторка пісень.
Її кар'єра розпочалася в Ріо-де-Жанейро у 1964 році з концертним шоу Opinião. Зі своїм братом Каетану Велозу, а також Жилберту Жилем, Гал Костою та Томом Зе вважається родоначальницею жанру MPB, активна учасниця руху Тропікалію у 1960-х та на початку 1970-х років. Цікаво, що Бетанія ніколи не виконувала музику в одному жанрі. Вона почала свою кар'єру як співачку босанову, потім самби, пізніше інтерпретувала афробразильську музику, виконувала сертанежу, форро, поп-музику та рок-балади.
За 45 років кар'єри співачка випустила понад 50 альбомів. Сьогодні вона входить у першу десятку найпопулярніших музичних виконавців Бразилії, продажі її записів перевищують 26 мільйонів. В 2012 журнал Rolling Stone Brasil помістив її на п'яте місце серед кращих виконавців Бразилії всіх часів.

## Дискографія
- Maria Bethânia[pt] (1965)
- Edu e Bethânia[pt] (1967)
- Maria Bethânia[pt] (1969)
- A Tua Presença…[pt] (1971)
- Drama — Anjo Exterminado[pt] (1972)
- Pássaro proibido[pt] (1976)
- Pássaro da manhã[pt] (1977)
- Álibi[pt] (1978)
- Mel[pt] (1979)
- Talismã[pt] (1980)
- Alteza[pt] (1981)
- Ciclo[pt] (1983)
- A Beira e o Mar[pt] (1984)
- Dezembros[pt] (1987)
- Maria[pt] (1988)
- Memória da Pele[pt] (1989)
- 25 anos[pt] (1990)
- Olho d’Água[pt] (1992)
- As Canções Que Você Fez pra Mim[pt] (1993)
- Las Canciones que Hiciste pra Mí (1993)
- Âmbar[pt] (1996)
- A Força que Nunca Seca (1999)
- Maricotinha[pt] (2001)
- Cânticos, Preces, Súplicas à Senhora dos Jardins do Céu na Voz de Maria Bethânia (2003)
- Brasileirinho[pt] (2003)
- Que Falta Voce Me Faz — Musicas de Vinicius de Moraes (2005)
- Pirata (2006)
- Mar de Sophia (2006)
- Omara Portuondo e Maria Bethânia (2007)
- Encanteria[pt] (2009)
- Tua[pt] (2009)
- Oásis de Bethânia[pt] (2012)
- Meus Quintais (2014)
- Mangueira — A Menina dos Meus Olhos (2019)